# 矢野桂司
矢野 桂司（やの けいじ、1961年 - ）は、日本の地理学者。専門は人文地理学。立命館大学文学部教授、人文地理学会会長、日本学術会議会員。

## 人物・経歴
兵庫県生まれ。1984年東京都立大学理学部地理学科卒業。1986年東京都立大学大学院理学研究科地理学専攻修士課程修了。1988年同博士課程中退、東京都立大学理学部助手。
1992年立命館大学文学部助教授、博士（理学）。2002年立命館大学文学部教授。2014年地理情報システム学会会長。2018年日本学術振興会学術システム研究センター専門研究員。
日本学術会議連携会員を経て、2020年日本学術会議会員。2022年人文地理学会会長（代表理事）。専門は人文地理学、地理情報科学。

## 著書
- 『地理情報システムの世界 : GISで何ができるか』ニュートンプレス 1999年
- 『デジタル地図を読む』ナカニシヤ出版 2006年
- 『GIS : 地理情報システム』創元社 2021年

## 受賞
- 1992年 日本地理学会研究奨励賞[2]
- 2003年 ディジタル・シルクロード賞（ポスター・デモ部門）[2]
- 2008年 統計情報研究開発センターシンフォニカ統計GIS活動奨励賞[2]
- 2012年 Esri Esri 2012 Special Achievement in GIS (SAG) Award[2]
- 2022年 人文地理学会賞（一般図書部門）[2]